# Åminne herrgård
Åminne herrgård (finska: Joensuun kartano) är en herrgård i Salo stad i Egentliga Finland. 
Den nuvarande ägaren av herrgården är Thomas Wahlroos, som är son till Björn Wahlroos. Godsens nuvarande huvudbyggnad, ekonomibyggnader och den engelska parken byggdes under släkten Armfelts tid. Före dess var godset i släkten Horns ägo i fem hundra år.
Gården ligger i en by med samma namn; den var före 2009 en del av Halikko kommun. Åren 1647–1997 låg gården i Åbo och Björneborgs län. 

## Historik

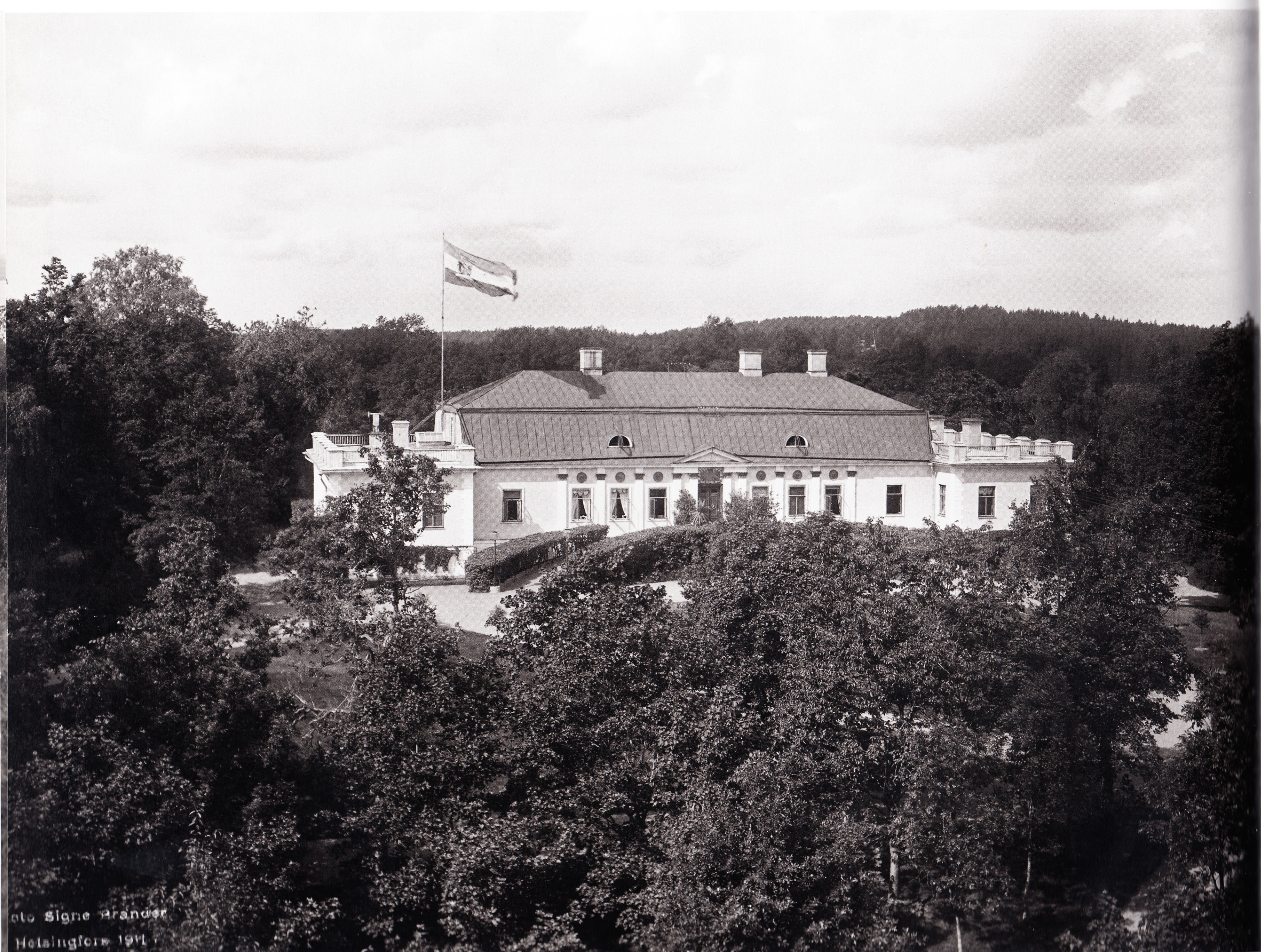
Åminne herrgård 1911.

Åminne gods är förknippat med frälseätten Horn (Hornätten). Redan i början av 1400-talet befann det sig i ättens ägo och vid kung Erik XIV:s kröning blev dess ägare, amiralen Klas Kristersson Horn af Åminne, friherre till Åminne. De tidigare medlemmarna av ätten bodde på godset. Under 1600- och 1700-talen var ägarna bosatta i Sverige.
Genom krig och svåra tider förföll godset och dess skötsel försummades. Flera försök gjordes att arrendera ut det utan framgång. Översten friherre Christer Horn af Åminne dog 1746 och efterlämnade tre barn (Catarina Ebba Horn af Åminne, Gustaf Adolf Horn af Åminne (1721–1793) och Fredrik Horn af Åminne (1725–1796), greve 1772). 1748 löste Catarina Ebba Horn ut sina bröder och ägde sedan gården ensam. Hon har vunnit viss ryktbarhet för att ha varit älskarinna åt Fredrik I mot »hederligt och anständigt underhåll». Förbindelsen avbröts samtidigt som köpet av Åminne ägde rum.
Godsen, som tidigare fått förfalla, gick nu en ljusare framtid tillmötes. Genom inköp av den gamla Hornska egendomen Vuorentaka med fyra underlydande frälsehemman och Fulkila säteri fick godset åter sin tidigare storlek, som det inte haft sedan Krister Klasson Horn af Åminnes tid.
År 1770 anställde riksgrevinnan Horn direktör Adolf Busch som förvaltare för de stora godsen, men måste samtidigt inteckna dem i riksbanken till deras fulla värde. Busch lyckades höja bruttoavkastningen ansenligt.
Torparnas förhållande reglerades med nya arrendeavtal och genom humana villkor undvek Åminne i stort sett sådana upprorsförsök, som samtidigt utbröt bland bönderna i Elimä fjärding. Trots att Åminne under Ebba Horns återhämtat sig från sitt tidigare förfall, såldes det efter hennes död 1782 av arvingarna till grosshandlaren George Seton för 36,666 riksdaler specie. 1786 övergick Åminne i den Armfeltska ättens ägo som ägde den till 1925. Därefter blev godset fideikommiss inom ätten von Knorring. Från år 2000 ägdes gården av Björn Wahlroos.

## Arkitektur

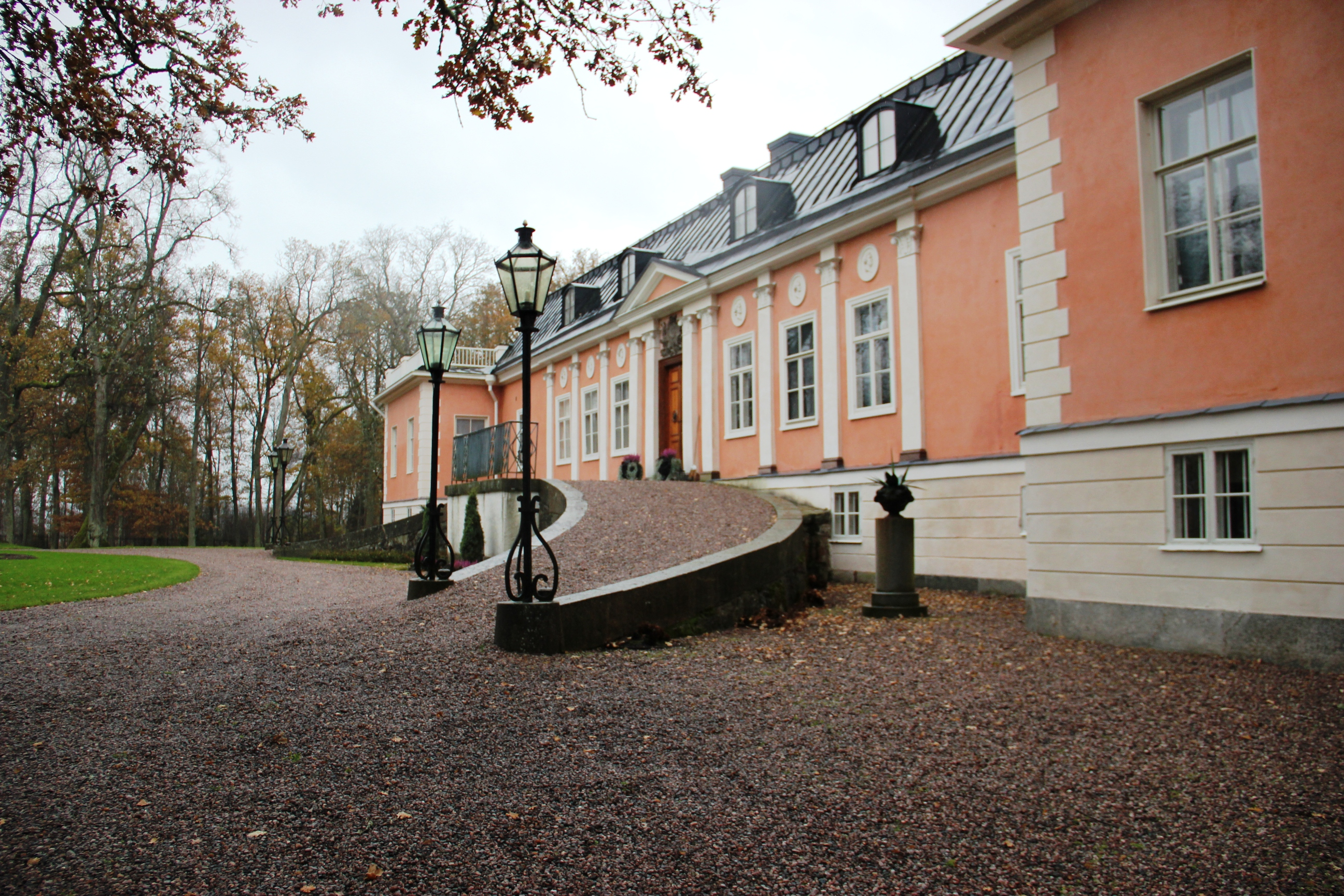
Åminne herrgård 2014.

Herrgårdens nuvarande huvudbyggnad färdigställdes under 1790-talet under landshövding Magnus Wilhelms Armfelts tid, som även ägde Wiurila herrgård. Hans son, greve Gustaf Mauritz Armfelt, utvidgade och renoverade byggnaden på 1810-talet enligt arkitekten Carl Christoffer Gjörwell den yngres plan. Arkitekten Charles Bassi ritade herrgårdens spannmålsmagasin år 1813. I slutet av 1700-talet anlades en park som omger huvudbyggnaden. Parken fortsätter som en engelsk naturskog på andra sidan Halikko å. Under släkten Armfeldts tid anlades också en björkallé som leder en två kilometer lång väg till den medeltida Halikko kyrka.

## Arkeologiska fynd
På Åminnes ägor påträffades 1887 en silverskatt daterad till 1100-talets förra hälft. Den består av ett förgyllt krucifix och två enkolpiekors i praktfulla kedjor, ett runt hängsmycke och 36 stora filigranornerade silverpärlor. Kedjorna och enkolpiekorsen är troligen tillverkade på Gotland, men krucifixet har troligtvist skapats av en tysk guldsmed. Silverskatten har tolkats som en biskopsskatt, men det anses numera att den troligen är ett krigsbyte från de oroliga tiderna under 1100-talet.